# 陳幽公
陳幽公（？—前832年），媯姓，名寧，為西周諸侯國陳國君主之一，他為陳慎公兒子，承襲陳慎公擔任該國君主，在位期間為前854年－前832年，共在位23年。他是陳國第6位君主。

## 家庭

### 父母
- 父：陳慎公

### 子女
- 陳僖公